# René Marie Jollivet
René Marie Jollivet est un homme politique français né le 26 août 1763 à Vannes (Bretagne) et mort le 5 mai 1854 à Vannes.

## Biographie
Fils d'un notaire royal et procureur, il est avocat et notaire à Vannes. Échevin sous l'Ancien Régime, il est conseiller municipal en 1796, puis conseiller général en 1799. Il est nommé conseiller de préfecture en janvier 1815. Il est député du Morbihan de 1815 à 1820, votant à droite et soutenant les gouvernements de la Restauration.
Il est le grand-père de François Jollivet de Castelot, lui aussi député du Morbihan de 1852 à sa mort en 1854.

## Sources
- « René Marie Jollivet », dans Adolphe Robert et Gaston Cougny, Dictionnaire des parlementaires français, Edgar Bourloton, 1889-1891 [détail de l’édition]